# Miríada
Miríada (en griego: μυριάς, myrias) es un término para referirse a la cantidad de diez mil (10 000) o 10⁴ o 100², esto es, cien veces cien. A veces se emplea en español como sustantivo que denota un número grande o incalculable.
A pesar de la gran utilidad que este nombre podría tener (los chinos, japoneses y coreanos le dan a diez mil un nombre propio), en español el número 10 000 recibe el nombre de "diez mil", y se emplea "miríada" tan sólo con el significado de "muchísimos". En chino mandarín la miríada (10 000) se denomina wan (萬 / 万), en japonés y en coreano se denomina man (万). A su vez, la miríada de miríadas (108 = 10 0002 = 100 000 000) se denomina oku (億) en japonés y eok en coreano.
En el sistema de numeración occidental, los dígitos se agrupan de tres en tres (por miles): 10 000, y por ello no hace falta un nombre especial para 10 000. Sin embargo, en el sistema asiático los dígitos se agrupan de cuatro en cuatro (por miríadas), es decir, 30 000 es 3 0000 (tres miríadas) en chino o japonés (en japonés: san man o 3-man). Por la misma razón, en chino y japonés la palabra "millón" no tiene lugar, sino que se expresa como cien miríadas (1 000 000 frente a 100 0000).
En griego moderno se sigue empleando la miríada, pero también el millón. Un millón es ekatommyrio (εκατομμύριο, o sea, "cien miríadas"); un billón no es trismyrio sino disekatommyrio (δισεκατομμύριο).

## Uso en traducciones
En idiomas como el griego, latín, chino, japonés, entre otros, es habitual tener una palabra para representar cantidades agrupadas en 10 mil, pero en español o el inglés no. El término "miríada" permite a un traductor apegarse al texto original y evitar menciones engorrosas como «decenas de miles». Por ejemplo; La población de Shanghái en 2023 fue de 2,487.5万(wan), un texto erróneo sería 2,487.5 decenas de miles, mientras que el texto 2,487.5 miríadas sería una traducción fiel y correcta.

## En el hebreo
En hebreo, la palabra para referirse a la miríada es "Revava" (רבבה rebabah) que significa 10 000, y es el número más alto representado en hebreo. Su uso se remonta a la época bíblica, pero se ha vuelto muy escaso desde el siglo XIX.